# Ferdinando Imposimato
Ferdinando Imposimato, né le 9 avril 1936 à Maddaloni en Campanie et mort le 2 janvier 2018 à Rome, est un avocat, magistrat et homme politique italien, président honoraire de la Cour suprême de Cassation.
Durant sa longue carrière dans la magistrature, il s'est occupé, notamment, de la lutte contre la mafia, la camorra et le terrorisme. Parmi les affaires traitées, il a instruit le dossier relatif à l'enlèvement de Ciro Cirillo, l'assassinat du démocrate-chrétien Aldo Moro, l'attentat contre Jean-Paul II et l’assassinat du vice-président du Conseil supérieur de la magistrature Vittorio Bachelet. Parallèlement, il s'engage en faveur de la défense des droits humains.
Son propre frère, le syndicaliste Franco Imposimato, est assassiné par la mafia le 11 octobre 1983.
Proche du centre gauche bien que se réclamant indépendant de tout parti politique, il siège au Parlement durant trois législatures, comme sénateur à deux reprises puis comme député. D'abord membre du groupe communiste, il rejoint celui du Parti démocrate de la gauche. Il participe alors à l'élaboration de nouvelles lois relatives aux services de renseignement, à la lutte contre le terrorisme et contre la mafia. 
Au mois de janvier 2015, Ferdinando Imposimato est investi candidat à la présidence de la République par le Mouvement 5 étoiles ; il est néanmoins battu par le juge constitutionnel Sergio Mattarella à l'issue du quatrième tour de scrutin.

## Biographie

### Carrière de magistrat
Après l’obtention de son diplôme de jurisprudence à l'université de Naples en 1959, il devient, en 1962 commissaire adjoint de police et est affecté d’abord à Brescia puis à Forli. Un an plus tard, il revient à Rome comme fonctionnaire au ministère du Trésor, où il travaille pendant un an. En 1964, il devient magistrat. 
En tant que juge d’instruction, il s'occupe de certaines des plus importantes affaires de terrorisme dont l’assassinat de l'ancien président du Conseil Aldo Moro en 1978, l’attentat contre Jean-Paul II en 1981, l’assassinat du vice-président du Conseil supérieur de la magistrature Vittorio Bachelet et l’attentat meurtrier de la place Nicosia. C’est lui qui découvre la piste bulgare en Europe et les connexions internationales du terrorisme. C’est aussi le premier à parler des liens entre le terrorisme italien et les services secrets israéliens ; il évoque, en outre, l'implication du KGB dans l’assassinat de Moro, une thèse qui sera de nouveau évoquée dans le dossier relatif à Vassili Mitrokhine. 
Chargé des procès contre la mafia et la camorra, il instruit, entre autres, l’affaire Michele Sindona, le banquier sicilien lié à Cosa Nostra, accusé de banqueroute pour la faillite de banques en Italie et à l’étranger, notamment la Franklin Bank de New York. 
En 1981, il instruit le procès de la banda della Magliana, une organisation criminelle liée à Cosa Nostra, au terrorisme, à de hauts dignitaires religieux, des financiers, des usuriers, des constructeurs immobiliers, des hommes politiques et à l’administration. En 1983, son frère, Franco Imposimato, est tué au cours d’une vendetta transversale. Un an plus tard, en 1984, il est désigné comme représentant à Strasbourg pour les problèmes du terrorisme international qui s’appuie de manière abusive sur l’immunité diplomatique, et il rédige la « motion finale » approuvée à l’unanimité par les représentants des 16 pays de l'Union européenne. 
En 1986, après qu’une série de menaces de la part de Cosa Nostra lui eut fait abandonner le poste de magistrat, il devient consultant juridique des Nations unies pour la lutte contre le trafic de drogue. Dans le cadre de ses missions onusiennes, il se rend à plusieurs reprises dans les pays d’Amérique latine pour les programmes de consolidation des systèmes juridiques des pays touchés par le narcotrafic.
Il prépare pour le compte des Nations unies plusieurs programmes de formation des juges colombiens, boliviens, péruviens, équatoriens. À l’un de ces programmes qui se déroulaient en Italie, participent, entre autres, Giovanni Falcone, Gianni De Gennaro, Rosario Priore, Giancarlo Caselli ainsi que le commandant en chef des Carabiniers, Mario Mori. Il s’occupe également des droits humains et des principes de procès équitable en Amérique latine, où, pour le compte du département de la Justice des États-Unis, il est chargé d’une importante mission au Pérou, en collaboration avec le professeur Carlos Arslanian, ministre de la Justice de l’État de Buenos Aires, et avec le professeur Robert Goldman, de l’Université de Washington.

### Membre du Parlement
En 1987, Ferdinando Imposimato est élu sénateur de Campanie pour la circonscription de Santa Maria Capua Vetere ; il s'inscrit au sein du groupe communiste bien qu'il se réclame indépendant de ce parti. Cinq ans plus tard, en 1992, il ne sollicite pas un nouveau mandat de sénateur mais est élu député de Campanie pour le collège de Naples-Caserte sous les couleurs du Parti démocrate de la gauche (PDS). Après la dissolution du Parlement, en 1994, Imposimato est de nouveau élu au Sénat, pour le compte du PDS.
Durant trois législatures, il est membre de la Commission antimafia. Il présente de nombreux projets de loi sur la réforme des services secrets, les appels d’offres publics, les greffes d’organe, la séquestration de personnes, les repentis et le terrorisme. Il est membre de la Cour de cassation, dont il devient le président honoraire adjoint.

### Engagements nationaux et internationaux
Il fut président de la TRIO Internazionale (Transplant Recipient International Organization). Il est le directeur de l’Observatoire de l’Eurispes (l’Institut d’Études politiques  économiques et sociales) sur la criminalité en Italie. Il s’occupe fréquemment d’erreurs judiciaires, parmi lesquelles celle concernant la condamnation de trois adolescents de Ponticelli pour le double homicide de deux fillettes. Il collabore en tant que consultant avec Don Pirino Gelmini, directeur de 150 communautés thérapeutiques pour le traitement de toxicomanes dépendants, en Italie comme à l’étranger. Il s’occupe également de trouver du travail aux détenus pour la communauté en lien avec l’association « Liberi di San Vittore ».
En mai 2017, un décret loi impose 12 vaccins obligatoires pour les nouveau-nés de 2017. Les Italiens se mobilisent massivement pendant plusieurs mois et manifestent tous les jours dans les rues des grandes villes italiennes. Le décret loi prévoit des peines d'amendes de 7 000 € par vaccin refusé et de retrait de l'autorité parentale ainsi que l'exclusion de toutes les collectivités. Lors d'une manifestation rassemblant 20 000 personnes à Rome, Imposimato dénonce un décret « criminel » qui constituerait un « pot-de-vin légalisé » à l'industrie pharmaceutique et appelle à la désobéissance civile pacifiste. Finalement, le gouvernement réduira à dix le nombre total d'obligations vaccinales.

### Candidat à la présidence de la République
Après la démission du président Giorgio Napolitano, survenue le 14 janvier 2015, Imposimato est désigné candidat à la présidence de la République par le Mouvement 5 étoiles ; sa candidature n'étant soutenue que par ce seul parti, ses chances d'élection sont toutefois considérées comme nulles par l'ensemble de la presse italienne. 
Le Parti démocrate ayant choisi le vote blanc lors des trois premiers tours de scrutin durant lesquels la majorité des deux-tiers des grands électeurs doit être obtenue par un candidat pour être élu, Ferdinando Imposimato s'impose en tête du premier, du deuxième puis du troisième tour, obtenant successivement 120, 123 et 126 voix. 
La majorité absolue s'avérant suffisante pour la victoire lors du quatrième tour, le juge constitutionnel Sergio Mattarella est finalement élu chef de l'État en recueillant 665 suffrages sur 995 votants, bénéficiant du soutien du Parti démocrate et d'une coalition de partis centristes, contre 127 pour Imposimato, défait sans surprise à l'issue de cette élection présidentielle.

## Citations, prix et distinctions
En 1984, il est élu Homme de l’année par la revue Le Point qui le surnomme « le juge courage » et il reçoit le prix dédié à Carlo Alberto Della Chiesa pour la poursuite de ses batailles au service de la Justice et malgré les menaces qu’il avait reçues ainsi que l’assassinat de son frère.
En 1985, le Times de Londres lui consacre une page entière, le qualifiant de « fléau de la mafia ». La revue Reader’s Digest publie un reportage sur ses enquêtes concernant le terrorisme et la mafia. La même année, qui fut l’« Année de la Jeunesse », un livre publié par l’ONU le choisit comme « le Symbole de la Justice ».
En 1986 il écrit six scénarios cinématographiques pour la RAI [Radio television italienne]. Les films font l’objet d’une coproduction entre les télévisions italiennes, françaises, allemandes autrichiennes et espagnoles. Il s’agit d’une série de six récits judiciaires, intitulée Il giudice istruttore (Le magistrat instructeur), qui raconte certaines des enquêtes menées par Imposimato. On y retrouvait à plusieurs reprises le problème des manquements de la justice dus à son incapacité à saisir la vérité concrète, et les contradictions entre la vérité juridique et la vérité concrète.

Parmi les interprètes de ce film réalisé par Florestano Vancini, on trouve Erland Josephson, l’acteur fétiche d’Ingmar Bergman, qui interprète le rôle du juge Imposimato, mais aussi Daniel Gélin, Horst Buchholz, Capucine et Vittorio Gassman. Federico Fellini, ami intime du juge, lui proposera d’écrire d’autres scénarios cinématographiques sur le thème de la justice, mais le projet n’aboutit pas, du fait de la mort du célèbre réalisateur italien.
Il est Grand officier de l’Ordre du Mérite de la République italienne sur proposition de la Présidence du Conseil des ministres le 2 juin 1991.

## Polémiques

### Le groupe Bilderberg et les attentats en Italie
Dans son livre paru en 2012, La Repubblica delle stragi impunite, il dénonce l'implication du groupe Bilderberg dans différents attentats en Italie dans les années 1980.

### Contestation de la thèse officielle des attentats du 11 septembre 2001
En septembre 2011 il participe en tant que membre du jury aux Audiences de Toronto (Toronto Hearings, voir référence externe) sur les attentats du 11 septembre 2001, à la suite de quoi il annonce son intention de présenter une plainte devant la Cour pénale internationale de La Haye  afin de pouvoir lancer un procès à charge contre l’ex-président américain George W. Bush et les anciens dirigeants de la CIA pour Participation active à une tragédie.

## Publications
- Notices d'autorité :   - VIAF
  - ISNI
  - BnF (données)
  - IdRef
  - LCCN
  - GND
  - Italie
  - Pays-Bas
  - Pologne
  - NUKAT
  - Australie
  - Tchéquie
  - WorldCat
- Terrorismo internazionale Edizioni Koine
- Corruzione ad alta velocità Edizioni Koine  (ISBN 88-87509-03-4)
- Vaticano un Affare di Stato Edizioni Koine  (ISBN 88-87509-25-5)
- La grande menzogna Edizioni Koine  (ISBN 88-87509-63-8)
- Ferdinando Imposimato e Sandro Provvisionato. Doveva morire. Chi ha ucciso Aldo Moro. Il giudice dell'inchiesta racconta. Chiarelettere, 2008.  (ISBN 978-88-6190-055-4).
- L’errore giudiziario, aspetti giuridici e casi pratici Giuffre' Editore, 2009.  (ISBN 88-14-14779-5)
- La repubblica delle stragi impunite Newton Compton Editori, 2012.  (ISBN 8854149551)

édité en France et publié en français
- Ferdinando Imposimato, Un juge en Italie : les dossiers noirs de la Mafia (document), Paris, éditions de Fallois, mai 2000, 348 p., broché, 22,4 x 15,6 x 3,4 cm (ISBN 2-87706-386-0 et 9782877063869, OCLC 407142503, BNF 37107427, présentation en ligne, lire en ligne) Juge anti-Mafia, l'auteur explique, dans ses mémoires, les liens unissant la Mafia, le pouvoir politique, financier et les milieux religieux. La couverture porte en plus les compléments terminologiques suivants : « pouvoir, corruption, terrorisme ».